# پان ونلی
پان ونلی (انگلیسی: Pan Wenli؛ زادهٔ ۸ مارس ۱۹۶۹) بازیکن والیبال اهل چین است.